# Bengt Hjelm
Bengt Carl Olof Hjelm, född 23 november 1905 i Torsåkers församling i Gästrikland, död 20 mars 1968 i Kungsholms församling i Stockholm, var en svensk militär.

## Biografi
Hjelm avlade studentexamen vid Gävle högre allmänna läroverk och kom till Dalregementet som officersaspirant 1926. Han kom att vid sidan av tjänstgöring vid staber och förband inom försvaret att ha speciella uppdrag som plutonchef vid den svenska övervakningsstyrkan i Saar 1934–1935, befattningar i verksamheter som rörde uppbyggnaden norska förband i Sverige under andra världskrigets slutskede 1944–1946, överstelöjtnant och militärattaché i Paris 1948–1950 och chef för Krigsskolan 1952–1958. Han kom till Dalregementet som överste och regementschef 1958. Han stannade i den befattningen till 1962 då han utsågs till försvarsattaché i Moskva och tilldelades generalmajors grad. Han pensionerades 1966 och inträdde i reserven som överste.
Hjelm var son till fanjunkaren Karl Henning Hjelm och Ester Kristina Bäckström. Han ingick äktenskap med Asta Münnich 1932. Makarna Hjelm är begravda på Sundborns kyrkogård.

## Utmärkelser
- Riddare av Svärdsorden, 1947.[3]
- Riddare av Vasaorden, 1949.[4]
- Kommendör av Svärdsorden, 21 november 1958.[5]
- Kommendör av första klass av Svärdsorden, 6 juni 1962.[6]